# 仰光理工大學
仰光理工大學前身为仰光大学的工程学院，在1923年成立。1961年將工程學院搬到了在Insein、Gyogone的一個更大的綜合體。當時被稱為緬甸理工學院（BIT），於1963更名為仰光理工學院（RIT），1964年正式成为教育部直属的独立专业大学，学校名称为“仰光工学院”。1995年学院成立“缅甸工程协会”。1998年学院更名为“仰光理工大学”。自1998年7月1日起被譽為仰光理工大學（YTU）。
2012年，開放大學部學習，現在提供十二個六年制工程/建築本科學士學位課程，以及很多研究生文憑，碩士和博士學位課程，總共78個課程。大學部課程中，有九個得到FEAIP（亞洲及太平洋工程機構聯合會）暫時認可。

## 組織
現有12個工程系（建築，化學，工程計畫，計算機工程與訊息技術，電力，電子，機械，機電一體化，冶金，礦業，石油，紡織）和6個支援科系（化學，英語，地質學，數學，緬甸語，物理）。

## 相關連結
- USA YIT Alumni
- Singapore YIT Alumni（页面存档备份，存于）
- Myanmar Engineering Society（页面存档备份，存于）
- RIT Alumni
- 1987 Batch RIT
- Yangon Technological University Official Web Site（页面存档备份，存于）